# Asheum beckae
Asheum beckae är en tvåvingeart som först beskrevs av James E. Sublette 1964.  Asheum beckae ingår i släktet Asheum och familjen fjädermyggor. Inga underarter finns listade i Catalogue of Life.